# ديفيد ترافيس
ديفيد ترافيس (بالإنجليزية: David Travis)‏ هو سياسي أمريكي، ولد في 21 سبتمبر 1948. حزبياً، نشط في الحزب الديمقراطي. وقد انتخب عضو جمعية ولاية ويسكونسن.